# Müller-Gang

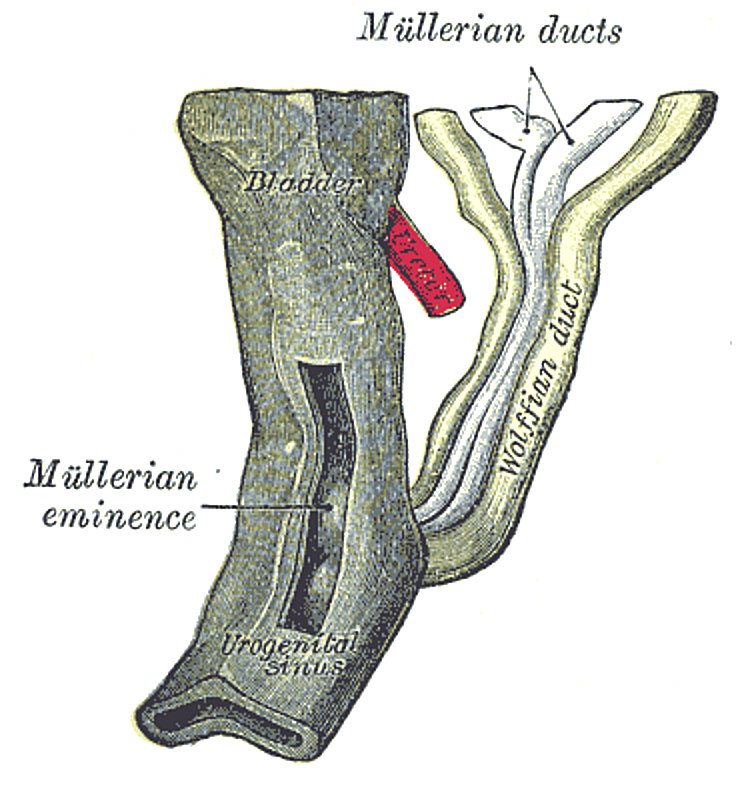
Einmündung des Müller-Gangs in den sinus urogenitalis bei einem weiblichen menschlichen Embryo in der 8,5 bis 9. Woche (aus Gray’s Anatomy)

Der Müller-Gang (lat.: Ductus paramesonephricus) ist – neben dem Urnierengang oder Wolff-Gang (lat.: Ductus mesonephricus) – eine jener embryonalen Anlagen der Geschlechtsorgane, die bei beiden Geschlechtern vorhanden sind und aus dem im Rahmen der normalen (weiblichen) Geschlechtsdetermination der Eileiter, die Gebärmutter und der obere Teil der Vagina entstehen. Benannt ist er nach seinem Erstbeschreiber Johannes Peter Müller.

## Indifferentes Stadium
Der Müller-Gang entsteht im Bereich der Urogenitalleiste als längliche Einstülpung des Coelomepithels und somit aus dem Mesoderm, verläuft parallel dem Urnierengang und mündet wie dieser im Sinus urogenitalis (mit Ausnahme der Kloakentiere bildet sich der Sinus urogenitalis im Laufe der weiteren Entwicklung zurück – bei anderen Tieren bleibt er als Kloake erhalten).

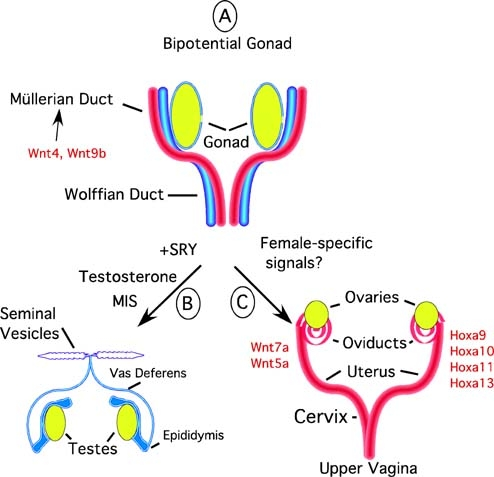
A. Vor der embryonalen Differenzierung, die Gonaden und der Reproduktionskanal (Wolffscher Gang = blau und Müllerscher Gang = rot) B. Durch die Genprodukte des Y-Chromosoms erfolgt eine Differenzierung zu Hoden, die mittels des Anti-Müller-Hormons,, die Involution des Müllerschen Ganges einleiten. Durch die Testosteronproduktion schreitet die Entwicklung des Wolffschen Ganges fort. C. In Abwesenheit des Hoden-determinierenden Faktors,, entwickeln sich die Ovarien und der Wolffsche Gang degeneriert, während die Derivate des Müllerschen Ganges sich auffalten.

## Männliche Sexualdifferenzierung
Im Rahmen der männlichen Sexualdifferenzierung wird von den unreifen Sertoli-Zellen bzw. Sertolivorläuferzellen der fetalen Hoden das Anti-Müller-Hormon (AMH) gebildet. Dabei handelt es sich um ein Proteohormon, das die Rückbildung der Müller-Gänge bewirkt. Übrig bleibt normalerweise nur noch der Utriculus prostaticus. Fehlt das Hormon oder wird seine Bindung an den entsprechenden Rezeptor verhindert, kommt es neben der Entwicklung typisch männlicher Sexualmerkmale gleichzeitig zur Ausbildung jener Strukturen, die bei der weiblichen Sexualdifferenzierung aus dem Müller-Gang entstehen. Dies wird als Müller-Gang-Persistenzsyndrom bezeichnet.

## Weibliche Sexualdifferenzierung
Da weibliche Feten konsequenterweise kein AMH bilden können, kommt es bei ihnen im Gegenteil zu einer weiteren Ausdifferenzierung des Müller-Gangs, wobei Östrogene unterschiedlichen Ursprungs für diese Weiterentwicklung verantwortlich sein dürften. Bei ihnen werden ohne AMH Eileiter (Tuba uterina), Gebärmutter (Uterus) und Scheide (Vagina) gebildet.
Zu Beginn lässt sich der Müller-Gang in drei Abschnitte gliedern:
1. den kranialen Teil, der vertikal verläuft,
2. den mittleren Teil, der den Urnierengang überkreuzt und quer Richtung Leibesmitte zieht. Diese beiden Anteile entwickeln sich zu beiden Seiten der Leibeshöhle zu den Eileitern, wobei der oberste Anteil mit seiner Öffnung in die Zölomhöhle das Infundibulum der Tube bilden wird.
3. den unteren, wieder vertikal verlaufenden Teil, der sich mit seinem Gegenpart – der von der anderen Körperseite in die Körpermitte gezogen ist – vereinigen und letztlich den Uterus und den oberen Anteil der Scheide bilden wird. Dies erklärt im Übrigen auch, weshalb Männer mit einem Müller-Gang-Persistenzsyndrom vom äußeren Erscheinungsbild her völlig unauffällig sind.

## Entwicklungsstörungen
Sogenannte Müller-Gang-Anomalien – oder korrekter „Störungen der Verschmelzung des unteren Anteils des Müller-Gangs“ – sind die Ursache für viele Fehlbildungen der Gebärmutter wie des Uterus duplex, des Uterus bicornis, der Zervixatresie und weiterer Anomalien.
Eine segmentale Nichtanlage kann Ausgangspunkt für Zysten sein.